# Joseph Wambaugh
Joseph Wambaugh   (Pittsburgh, 22 de gener de 1937 - Rancho Mirage, 28 de febrer de 2025) va ser un escriptor estatunidenc conegut pels seus relats de ficció i no-ficció sobre el treball policial a Los Angeles. Va estar nominat a 4 premis Edgar (en va guanyar 3) i va ser nomenat com a Gran Mestre pels Mystery Writers of America.

## Biografia
Wambaugh era d'origen irlandès i alemany. Va rebre un grau d'associat del Chaffey College i es va unir al Departament de Policia de Los Angeles (LAPD) el 1960. Va treballar-hi durant 14 anys, passant de patruller a sergent detectiu.
La seva primera novel·la, The New Centurions, es va publicar a 1971 amb l'aclamació de la crítica i l'èxit popular, mentre Wambaugh encara era un detectiu. Més endavant va reconèixer que els sospitosos demanaven el seu autògraf. Més endavant es va dedicar a escriure a temps complet. Wambaugh va ser prolífic i popular a partir de la dècada de 1970. Va barrejar l'escriptura de novel·les amb relats de no-ficció sobre crims i delictes reals.
El seus personatges tenen malnoms sovint poc afavoridors en lloc de noms de pila, mentre que altres personatges reben noms capritxosos per a pintar un retrat de paraula immediat per al lector. El 1992 va generar controvèrsia amb el seu llibre de no ficció Echoes in the Darkness, basat en l'assassinat de Susan Reinert, una professora del districte escolar d'Upper Merion als suburbis de Filadèlfia. Els crítics van al·legar que l'autor va pagar al fiscal en el judici del director Jay C. Smith perquè li enviés informació abans que es fes una detenció.